# Albert Roussel
Albert Roussel (Tourcoing, 1869. április 5. – Royan, 1937. augusztus 23.) francia zeneszerző.

## Élete és művei
Tengerésznek készült, és a párizsi, illetve a bresti tengerészeti főiskolán folytatott tanulmányokat. 25 éves korában kezdett el zenetudományt tanulni. Mesterei Eugène Gigout és Vincent d’Indy voltak. Első művét, az 1898-ban Párizsban bemutatott, énekkarra írt Két madrigált ő maga vezényelte. Komolyabb sikert Az erdő költeménye című szimfóniájával aratta. 1902 és 1914 között a Schola Cantorum tanára volt, ugyanakkor 1908-ban egy keleti utazáson is részt vett. Keleti hatásra került zenéjébe hosszú, megszakítás nélküli dallamvonal, és bonyolult ritmusképletek. A nyugati zeneszerzők közül mestere, d'Indy és Claude Debussy művészete gyakorolt rá nagyobb hatást.
Az 1930-as évek elején az Amerikai Egyesült Államokban járt, ahol több művét be is mutatta. 1931-ben a római Santa Cecilia Akadémia tiszteletbeli tagjává választották, A párizsi világkiállításon pedig az Új Zene Nemzetközi Társasága (ISMC) francia bizottságának tagja lett. 1937-ben hunyt el 68 éves korában Royanban.